# Медична візуалізація

МРТ мозку в сагітальній площині

Конфокальна мікрофотографія GFP-позитивних нейральних клітин-попередників (зелений колір) нюхової цибулини щура. RECA-1-позитивні кровоносні судини - червоний колір.

Медична візуалізація — це методика і процес створення візуальних зображень внутрішніх органів з метою проведення клінічного аналізу і медичного втручання. Медична візуалізація використовується для огляду внутрішніх структур тіла людини, а також для діагностики і лікування хвороб. Крім того, за допомогою цієї методики створюють базу даних нормальної анатомії і фізіології, яка дозволить виявляти аномалії. У медицині також виконують візуалізацію видалених органів і тканин, однак такі процедури зазвичай відносять до патології, а не до медичної візуалізації.
Медична візуалізація є галуззю біомедичної інженерії та медицини, і є критично важливим компонентом сучасної охорони здоров’я, надаючи медичним працівникам неінвазивні та, рідше, інвазивні інструменти для візуалізації та діагностики широкого спектру захворювань. 
Медична візуалізація сформована з різноманітних методів, які створюють візуальне уявлення про внутрішній простір тіла, таких як рентгенографія, магнітно-резонансна томографія (МРТ), комп’ютерна томографія (КТ), позитронно-емісійна томографія (ПЕТ), ультразвук, дифузійну МРТ та інші. Ці методи зробили революцію в медичній діагностиці та лікуванні, дозволивши медичним працівникам бачити органи, тканини, і навіть клітини тіла без інвазивних процедур. Медична візуалізація має широкий спектр застосувань у клінічній практиці, включаючи діагностичну візуалізацію, інтервенційну візуалізацію та терапію під контролем візуалізації.

## Техніки та методи
Найпоширеніші методи і техніки медичної візуалізації відповідно рівня біологічної організації, яку вони можуть візуалізувати:
| Органний і тканинний рівні                          | Клітинний і молекулярний рівні                          |
| --------------------------------------------------- | ------------------------------------------------------- |
| Рентгенографія та Флюорографія                      | Конфокальна мікроскопія                                 |
| Комп'ютерна томографія (КТ)                         | Багатофотонна мікроскопія                               |
| Магнітно-резонансна томографія (МРТ)                | Оптична когерентна томографія (ОКТ)                     |
| Функціональна МРТ                                   | Рентгенівська кристалографія                            |
| Ультразвукове дослідження                           | Магнітно-резонансна мікроскопія                         |
| Позитронно-емісійна томографія (ПЕТ)                | Флуоресцентна мікроскопія                               |
| Однофотонна емісійна комп'ютерна томографія (ОФЕКТ) | Сканувальна електронна мікроскопія                      |
| Ендоскопія                                          | Просвічуюча електронна мікроскопія                      |
| Дифузійна МРТ                                       | Атомно-силова мікроскопія (АСМ)                         |
| Електроенцефалографія (ЕЕГ)                         | Інфрачервона спектроскопія з перетворенням Фур'є (FTIR) |
| Ангіографія                                         | Раман-спектроскопія                                     |

### Журнали
- Український радіологічний та онкологічний журнал

- Investigative Radiology
- Journal of Nuclear Medicine
- American Journal of Roentgenology
- Journal of Cardiovascular Magnetic Resonance

- Journal of Magnetic Resonance Imaging
- JACC: Cardiovascular Imaging
- European Heart Journal Cardiovascular Imaging

- Medical Image Analysis
- Journal of Cardiovascular Computed Tomography
- Computerized Medical Imaging and Graphics

- Neurophotonics

- Radiology
- Radiology: Artificial Intelligence